# Angus Kirkland
Pour les articles homonymes, voir Kirkland.
Angus Kirkland , né le 7 avril 1971, est un joueur de squash représentant l'Irlande. Il atteint en novembre 1995 la 19e place mondiale sur le circuit international, son meilleur classement. 

## Biographie
Il participe aux championnats du monde 1994 s'inclinant au premier tour face à Brett Martin.
Il occupe ensuite le poste de directeur professionnel et sportif du squash en chef au Harvard Club de Boston avant de prendre en charge l’association irlandaise de squash. En 2008, il est nommé directeur général de l'Association irlandaise de hockey sur gazon. En 2012, il est nommé directeur général de la Fédération européenne de hockey sur gazon.

## Palmarès

### Finales
- Open de Hongrie : 1995